# Трајковић
Трајковић је уобичајено презиме настало од јужнословенског мушког имена Трајко.

## Географска распрострањеност
Од 2014. године 88,2% свих познатих носилаца презимена Трајковић били су становници Србије (фреквенција 1:360) и 2,4% Северне Македоније (1:3.905).
У Србији је учесталост презимена била већа од просека (1:360) у следећим окрузима:
- 1. Пчињски округ (1:40)
- 2. Јабланички округ (1:84)
- 3. Нишавски округ (1:275)
- 4. Подунавски округ (1:295)

## Људи
- Александра Трајковић (рођена 1975), пијанисткиња
- Бранислав Трајковић (рођен 1989), фудбалер
- Властимир Трајковић (рођен 1947), композитор и професор
- Никола Трајковић (рођен 1981), фудбалски везиста
- Радиша Трајковић Ђани (рођен 1973), српски певач
- Слободан Трајковић (рођен 1954), уметник
- Слободан Трајковић (1932-2019), педијатар, виши научни сарадник Института за мајку и дете у Новом Саду